# حوض المطبخ

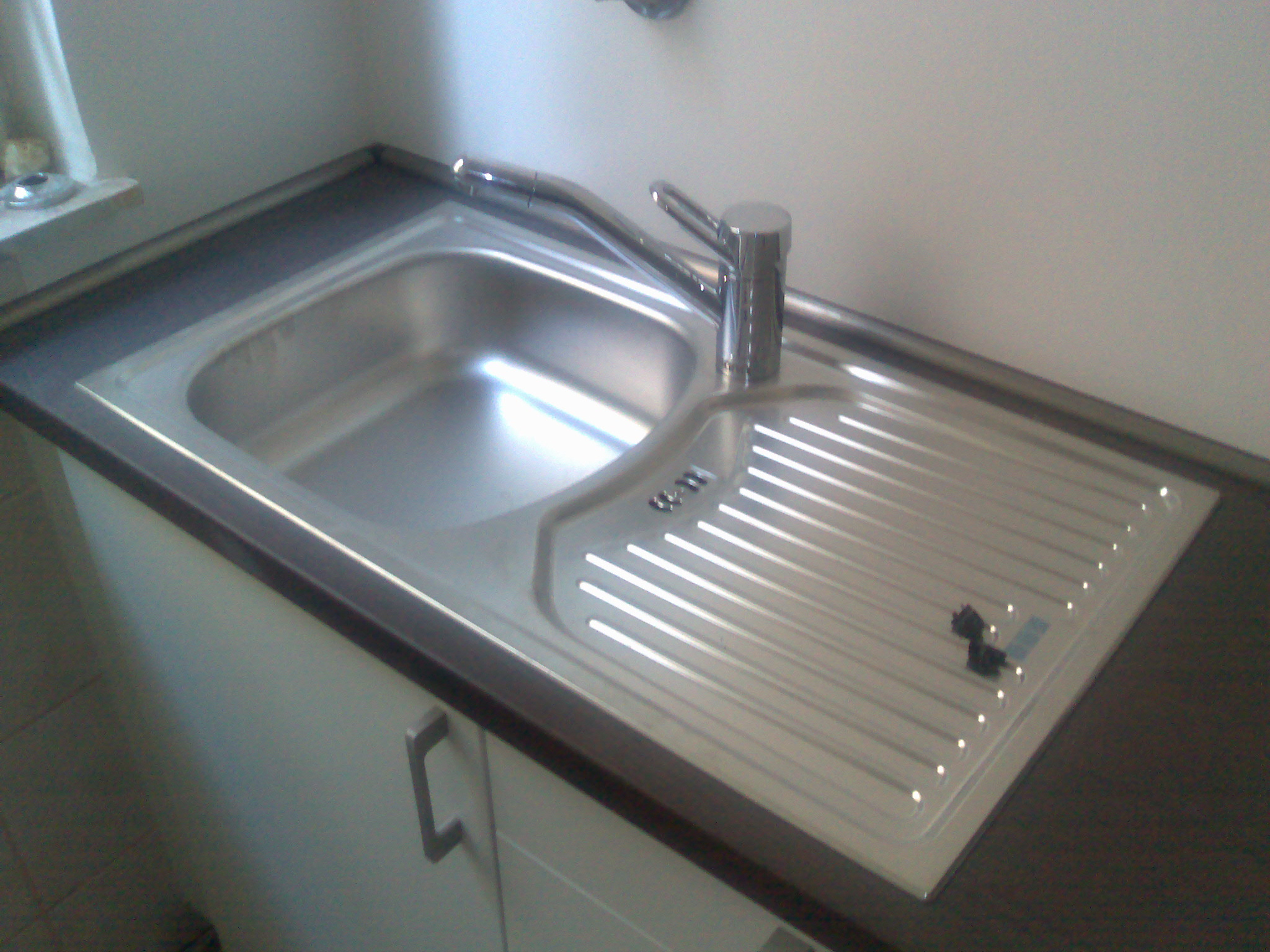
حوض المطبخ

حوض المطبخ (بالإنجليزية: Kitchen sink)‏، ويطلق عليه أيضا حوض غسيل الأواني والمجلى ويستعمل لأغراض كثيرة في المطبخ، ويوجد بمقاسات وأشكال كثيرة وتتعدد ألوانه احجامه. وهو أحد الأجهزة الصحية التي يتم تركيبها في المطابخ.

## أنواعه بحسب عدد الأجران
- حوض مطبخ بعين واحدة أو جرن واحد (SINGLE BOWL)
- حوض مطبخ بعينين أو جرنين (DOUBLE BOWLS)

## مواد صنع احواض المطابخ
- الفخار، وهي أنواع قديمة لم تعد تستعمل
- الحديد المطلي بالصيني
- فولاذ مقاوم للصدأ
- البلاستيك المقوى (الغرانيت الصناعي)

## قياسات أحواض المطابخ
- متوسط طول الجزن : 380 ميليمتر
- متوسط عرض الجرن : 450 ميليمتر
- متوسط عمق الجرن: 125 ميليمتر

## التوصيلات الصحية
- أن لا تقل ماسورة المياه الباردة المغذية لحوض المطبخ عن 15 ملم.
- أن لا تقل ماسورة المياه الساخنة المغذية لحوض المطبخ عن 15 ملم.
- أن لا يقل قطر ماسورة الصرف الصحي الموصولة بجرن حوض المطبخ عن 3 بوصة على الأقل.